# Meriola setosa
Meriola setosa is een spinnensoort uit de familie van de Trachelidae.
De wetenschappelijke naam van de soort werd in 1897 als Ceto setosa gepubliceerd door Eugène Simon.